# Nephrolepis thomsonii
Nephrolepis thomsonii är en spjutbräkenväxtart som beskrevs av Cornelis Rugier Willem Karel van Alderwerelt van Rosenburgh. Nephrolepis thomsonii ingår i släktet Nephrolepis och familjen Nephrolepidaceae. Inga underarter finns listade.